# Aloencyrtus ugandensis
Aloencyrtus ugandensis is een vliesvleugelig insect uit de familie Encyrtidae. De wetenschappelijke naam is voor het eerst geldig gepubliceerd in 1937 door Compere.